# Sharp Corporation
Sharp Corporation (シャープ株式会社, Shāpu Kabushiki-gaisha) é uma fabricante japonesa de electrónicos com sede em Sakai, fundada em 1912. Tem o nome de uma das primeiras invenções do seu fundador, a lapiseira Ever-Sharp, que foi inventada por Tokuji Hayakawa (早川徳次) em 1915. Tem-se tornado, desde então, uma das maiores empresas de eletrônica no mundo.

## História

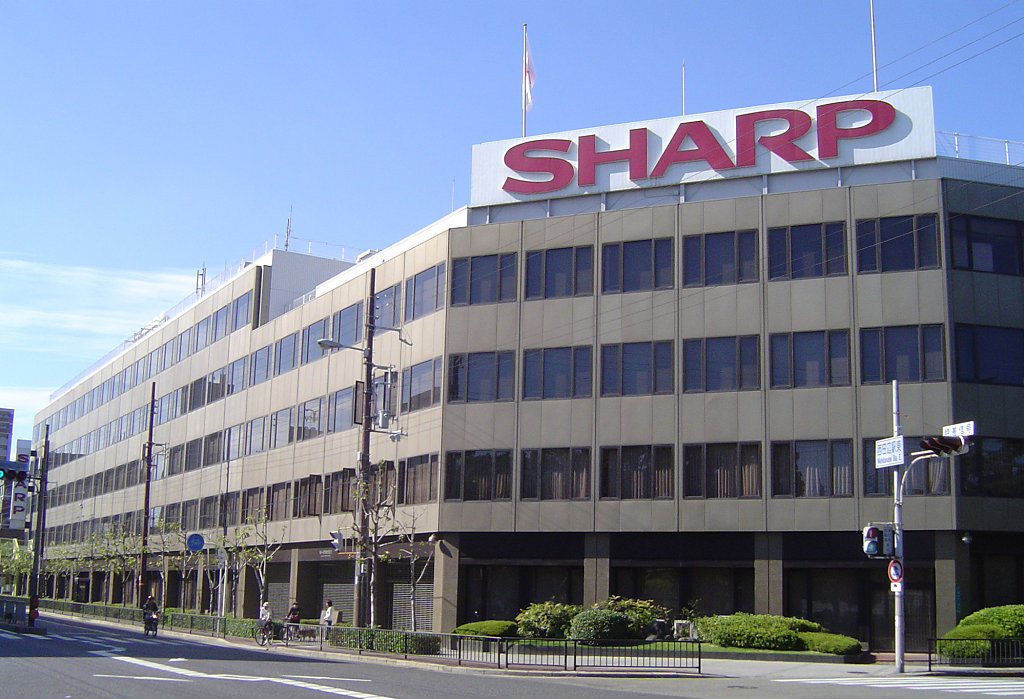
Antiga sede da Sharp em Osaka

A empresa Sharp foi fundada em Tokyo em 1912, mas, depois que o negócio do lápis foi destruído pelo Grande sismo de Kantō em 1923, a empresa mudou para Osaka e começou a projetar os primeiros sistemas de rádio japoneses. Até hoje, já fabricou vários tipos de produtos: por exemplo, rádios, televisores, fornos micro-ondas, calculadoras, fotocopiadoras, leitores de DVD e home cinemas.
Colaborou na fabricação do MSX, um computador que existiu na década de 1980, juntamente com outras empresas.

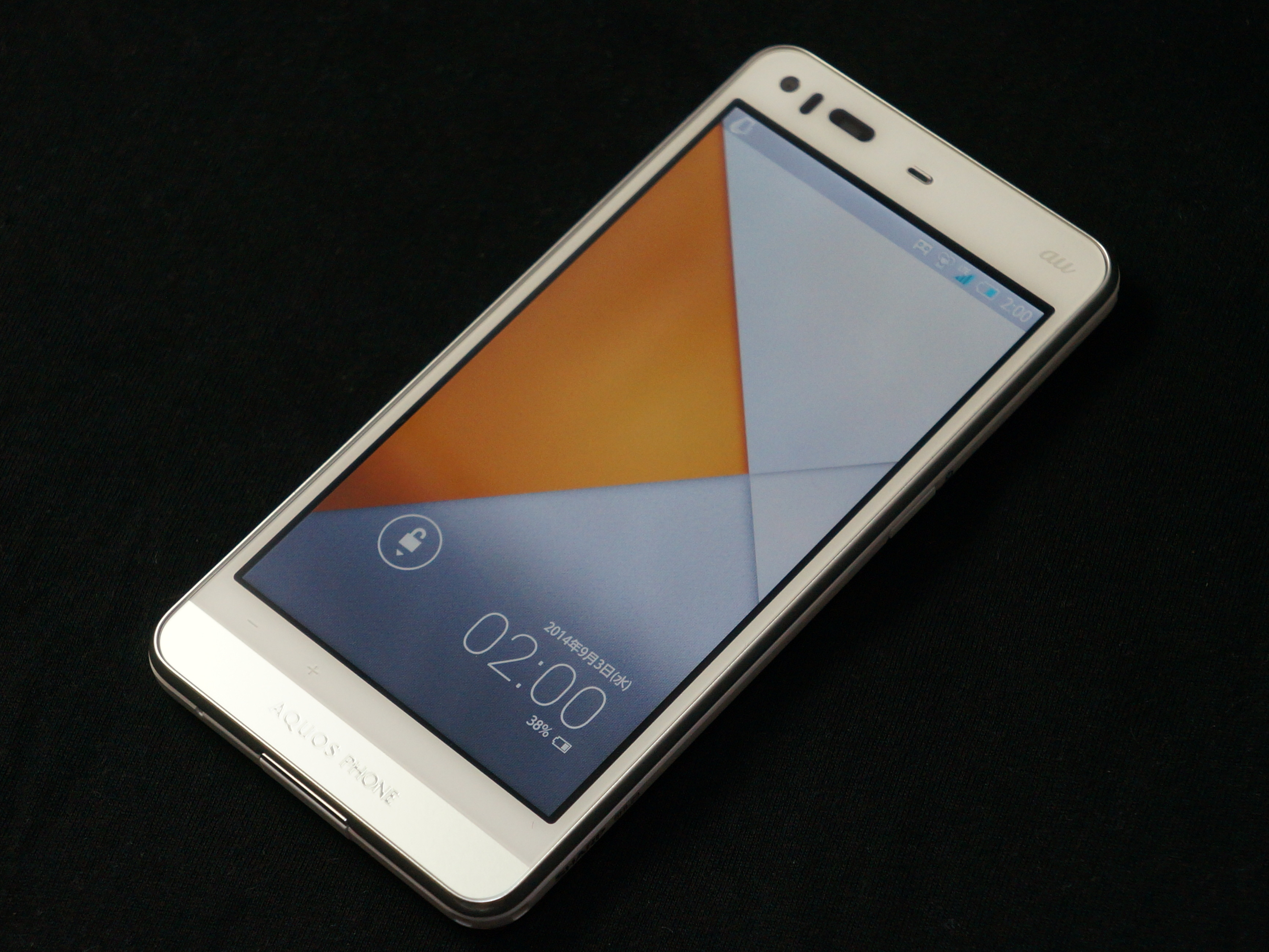
Celular Sharp.

Fabricou também o primeiro telemóvel (celular) comercial com câmara integrada para o mercado japonês em Novembro de 2000. Desde então, fabrica telemóveis que, em Portugal, são vendidos em exclusivo pela Vodafone. O primeiro telemóvel vendido foi o Sharp GX10.
Usa a marca Aquos nos televisores de tela de plasma e LCD que fabrica.
As vendas líquidas para o ano 2003/2004 eram $16,8 biliões. A empresa tinha 47 600 empregados em 31 de Agosto de 2005, de qual cerca de metade vive fora do Japão. Tem subsidiárias em 30 países e os seus produtos são distribuídos em 164 países. Muitas das suas subsidiárias regionais têm o nome "Sharp Electronics".
Patrocinou o clube de futebol Manchester United de 1982 até 2000, em um dos patrocínios mais longos e mais lucrativos negociados no futebol inglês. O logotipo tornou-se icónico entre 1982 e 2000, quando o clube de futebol inglês Manchester United o indicou em suas camisas como parte do seu acordo de patrocínio. Porque muitos destes 18 anos eram parte de uma era dourada para o clube, com um declínio (coincidente) nas fortunas desde o momento em que a Vodafone se tornou no novo patrocinador da camisas em 2000, alguns fãs denominaram esse período — particularmente entre 1993–2000 — como The Sharp Years.
Em 2010 a Sharp, Enel Green Power (EGP), e a STMicroelectronics (ST) anunciam um consórcio para fundar a 3Sun S.r.l., uma companhia produtora de células solares de filme fino. Os planos para a 3Sun eram de se utilizar uma instalação da ST em Catânia, na Sicília, e iniciar a produção de células solares no segundo semestre de 2011, com capacidade anual inicial de 160 MW. As três companhias concordaram com o financiamento de $198 milhões de dólares (150 milhões de euros). A Sharp contribuiria também com a transferência de tecnologia de células solares de filme fino em produção em sua fábrica em Sakai (Osaka), no Japão.
Além da 3Sun, a Sharp e a Enel Green Power fundaram a Enel Green Power & Sharp Solar Energy S.r.l (ESSE), um consórcio envolvido com produção independente de energia (Independent Power Producer, IPP), para desenvolver, construir e operar usinas de energia fotovoltaica, utilizando as células solares de filme fino produzidas pela 3Sun.
Em julho de 2014, numa tentativa de cortar custos e recuperar dos altos prejuízos, a Sharp anuncia a saída do consórcio 3Sun, vendendo sua participação no capital de 33.3% por um valor representativo de 1 euro, junto com a STMicroelectronics, que também venderá o seu um terço da participação para a Enel Green Power, tornando a 3Sun uma subsidiária controlada unicamente pela empresa italiana.
Em abril de 2016, foi comprada pela Foxconn (formalmente conhecida como Hon Hai Precision Industry) por aproximadamente $3.5 bilhões. Esta aquisição, de 66% da participação no capital, tornaria a Foxconn um parceiro mais atraente para a Apple, que, ao momento da compra, utilizava as telas produzidas pela Sharp em seus celulares iPhone. As telas eram então uma parte especialmente lucrativas de um smartphone, custando cerca de $54 dólares cada (valores de 2016), sendo que a Sharp fornecia cerca de 25% das telas utlizadas em iPhones, e domina a tecnologia de produção em massa de telas de IGZO (óxido de índio e zinco gálio). Terry Gou disse que, apesar dos desafios em tornar a Sharp lucrativa, tem ambições de fazer da Sharp um importante fabricante da próxima geração de eletrodomésticos, incluindo Internet das coisas , e tecnologia de altíssima definição 8K.
Em agosto de 2020, a Sharp compra a fábrica de telas para smartphones da Japan Display Inc. por $390 milhões de dólares. Esta venda ajudaria a Japan Display a angariar fundos para pagar sua dívida de $702.5 milhões de dólares com a Apple, que financiou a construção da fábrica na região central do Japão. Com esta compra, a Sharp, que já é fornecedora de sensores, câmeras e telas de LCD para iPhones da Apple, consolida assim a produção de painéis para iPhones. 

### No Brasil

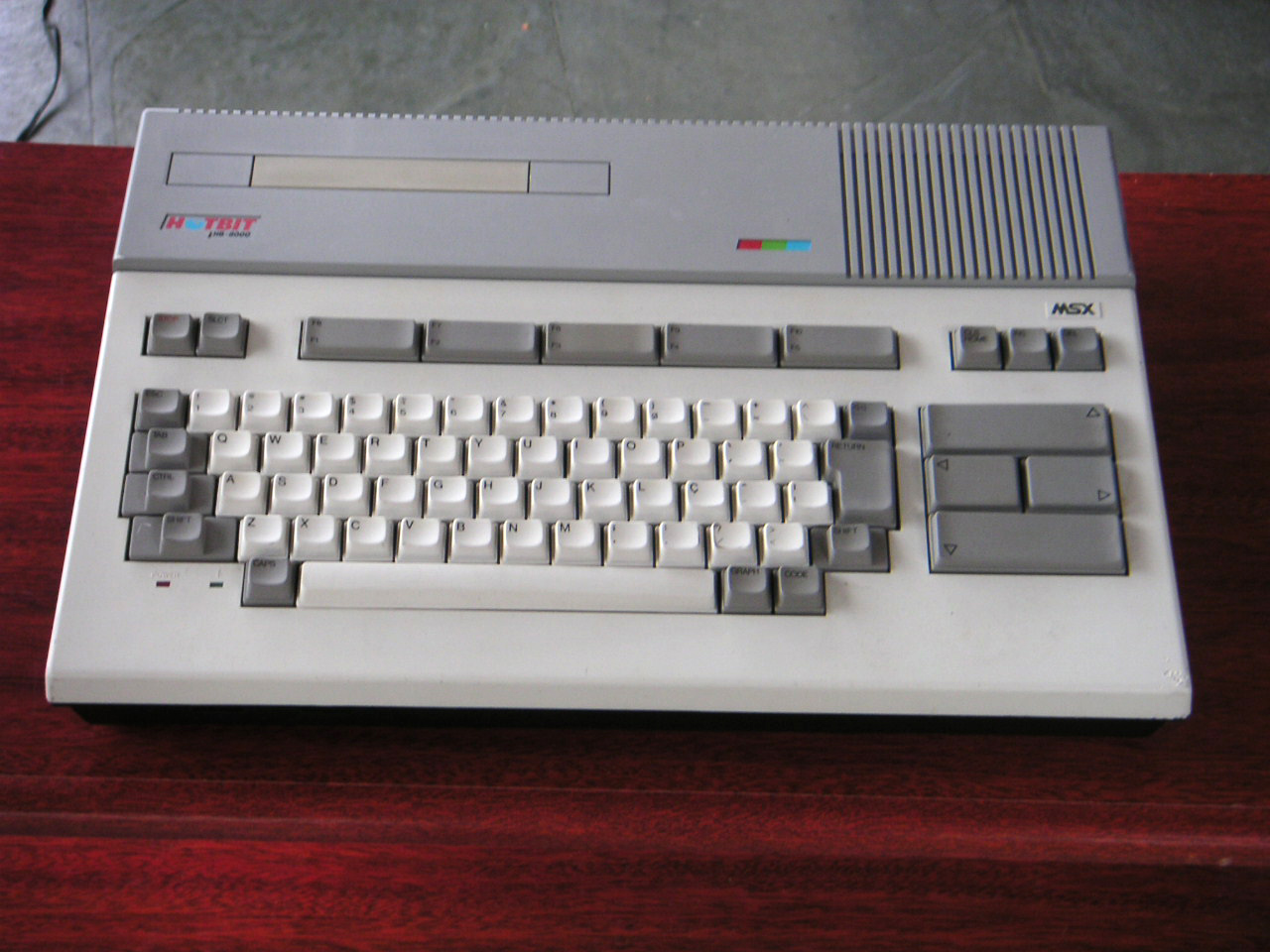
Computador Sharp da série HotBit vendido no Brasil.

O empresário Matias Machline obteve, em 1969, autorização para uso da marca Sharp no Brasil. A multinacional japonesa (Sharp Corporation) concedeu a Machline o direito de uso da marca no mercado brasileiro, que usou a marca no Brasil de 1965 até 2002.
Matias Machline tinha ao final dos anos 1980 um conglomerado de 28 empresas, que iam do setor bancário ao de  semicondutores e ao de máquinas de escrever às telecomunicações. O grande salto aconteceu em 1972, quando se tornou um dos pioneiros na fabricação de calculadoras eletrônicas na Zona Franca de Manaus. Para tanto contou com o apoio do então Ministro das Comunicações Hygino Caetano Corsetti.
Com a Política Nacional de Informática (PNI), a Sid Informática, criada em 1978 a partir do consórcio formado pela Sharp (do Brasil), Grupo Inepar e Dataserv com tecnologia licenciada da francesa Logabax, se tornou um dos três grupos empresariais autorizados pela CAPRE a fabricar minicomputadores no Brasil. Consolidou-se ao longo dos anos 1980 com um dos maiores conglomerados industriais e em uma das líderes na fabricação de microcomputadores e chegou a ter 25% do mercado brasileiro de terminais bancários.
No início dos anos 1990 o mercado de informática brasileira passou por importantes mudanças efetuadas pelo governo do Presidente Fernando Collor, e assim como as outras empresas nacionais de informática, a Sharp (do Brasil) enfrentou uma longa crise, que obrigou a Sharp a se reestruturar e a firmar parcerias com empresas estrangeiras como a AT&T e a IBM. Em 1994, Matias Machline morreu em um acidente de helicóptero. Com o pedido de concordata em 2000, a Sharp Corporation (com sede no Japão) disputou o uso da marca no Brasil. Em 2002, a Sharp (do Brasil) teve sua falência decretada.
Em 19 de Agosto de 2011, a multinacional japonesa (Sharp Corporation) estabeleceu sua primeira subsidiária oficial de vendas no Brasil após fazer a aquisição da empresa MPE (Mitsui Produtos Eletrônicos), que detinha a representação da marca desde 2007.
Com uma atuação mais tímida, a Sharp Brasil atua no mercado Corporativo com Impressoras Multifuncionais, Monitores Digitais Interativos, Purificadores e Ionizadores de Ar e Monitores de Tela Grande. Seus principais produtos da linha branca e linha marrom ainda não voltaram a circular pelo país.
Assim como a Philips, que vendeu sua divisão de televisores para o conglomerado chinês dono da AOC, chega a vez da Sharp/Foxconn fazer o mesmo para a também chinesa Hisense. 2016 marca o fim da fabricação de televisores pela Sharp nas Américas. Entretanto, como também aconteceu com a Philips, a Hisense deve continuar o utilizando o nome Sharp por um período até se firmar no mercado.

## Tecnologia e Inovação

### Lapiseira
Em 1915, Hayakawa Tokuji, com 21 anos, inventou um lápis mecânico, ou lapiseira, que foi comercializada com o nome lápis Ever-Ready Sharp (ou lápis sempre apontada, em tradução livre). Hayakawa viria a fundar a companhia com o nome Sharp.

### Células Solares
A Sharp tem uma história de mais de 60 anos de experiência no desenvolvimento e produção de células solares com os seguintes marcos:
Em 1959 se torna uma das primeiras companhias do mundo a começar a desenvolver células solares.
Em 1961 fabrica e vende um protótipo de rádio transistor com células solares.
Em 1963 tem êxito na produção em massa de células solares monocristalinas.
Em 1966 a Sharp equipou a torre de farol na ilha de Ogami em Nagasaki, com 225W de potência, a maior instalação da época.
Em 1976 a Sharp forneceu as células solares usadas no primeiro satélite operacional do Japão, o chamado Ume.
Em 1976 a Sharp lança suas primeiras calculadoras com células solares.
Em 2016 alcança uma eficiência de conversão de 31,17%, a mais alta do mundo para a categoria de células solares de junção tripla composta (triple junction compound).
Em 2018 alcança uma eficiência de conversão de 25.09%, a mais alta do mundo para a categoria de células solares monocristalinas de 6 polegadas.

### Plasmacluster
Em 2000, foi desenvolvida a tecnologia de íon Plasmacluster para purificação de ar composto por filtros (pré-filtro, filtro de carbono, filtro antibacterial, e filtro HEPA) e um gerador de íons, que segundo a Sharp, desabilita microorganismos no ar por descargas de plasma que separam as moléculas de água em íons positivos e negativos. Estes íons cercam moléculas de água formando aglomerados (clusters) de íons que são atraídos por partículas no ar, formando hidroxilas. Estas hidroxilas roubam partículas de hidrogênio, fazendo um buraco na membrana proteica externas inativando as particulas. No entanto, como a influenza é primariamente transmitida por gotículas grandes e em contato direto e indireto com uma pessoa infecciosa, um purificador de ar tem poucos benefícios no controle e prevenção na propagação de doenças.

### Quattron
Em janeiro de 2010, no Consumer Electronics Show (CES), a Sharp anuncia o lançamento dos primeiros televisores do mundo providos de LCD com quatro cores básicas, adicionando o amarelo ao padrão RGB (vermelho, verde, azul), possibilitando a visualização de 1 trilhão de cores. Os produtos anunciados foram os da série LE920 e LE820/810 AQUOS LED LCD TV.